# Rimska Grčija
Grčija v rimski dobi je obdobje grške zgodovine, ko so v antični Grčiji vladali Rimska republika (509–27 pr. n. št.), Rimsko cesarstvo (27 pr. n. št. – 395 n. št.) in Bizantinsko cesarstvo (395–1453). Rimska doba grške zgodovine se je začela s porazom v bitki pri Korintu leta 146 pred našim štetjem. Pred ahajsko vojno je rimska republika vztrajno obvladovala celinsko Grčijo, saj je v nizu spopadov, znanih kot makedonske vojne, premagala Makedonsko kraljestvo. Četrta makedonska vojna se je končala v bitki pri Pidni leta 148 pred našim štetjem s porazom makedonskega kraljevega pretendenta Andriska.
Dokončna rimska okupacija grškega sveta se je vzpostavila po bitki pri Akciju (31 pr. n. št.), v kateri je Avgust porazil Kleopatro VII., grško ptolemajsko kraljico Egipta in rimskega generala Marka Antonija ter nato osvojil Aleksandrijo (32 pr. n. št.), zadnje veliko mesto helenistične Grčije. Rimsko obdobje grške zgodovine se je nadaljevalo s cesarjem Konstantinom Velikim in sprejetjem Bizanca (Nova Roma) za glavno mesto rimskega cesarstva; leta 330 se je mesto preimenovalo v Konstantinopel. Pozneje je bilo Bizantinsko cesarstvo na splošno grško govoreča država.

## Zgodnje rimsko obdobje
Grški polotok je padel pod rimsko oblast leta 146 pred našim štetjem, po bitki pri Korintu, ko je Makedonija postala rimska provinca. V tem času je tudi južna Grčija prišla pod rimsko hegemonijo; vendar so nekateri grški polisi ostali delno neodvisni in so se izognili rimskemu obdavčenju. Helenistično kraljestvo Pergamon (282–133 pr. n. št.) je bilo na to ozemlje priključeno leta 133 pred našim štetjem, ko je kralj Atal III. (vladal 138–133 pr. n. št.) predal deželo Rimu. Rimljani so počasi pridobivali ozemlje te dežele in pretendent na pergamonski prestol, Evmen III. (Aristonik) je vodil upor s pomočjo filozofa Blossiusa, ki ga je rimska vojska zatrla leta 129 pred našim štetjem, ko so bile dežele Pergamona razdeljene med Rim, Pontsko kraljestvo in Kapadokijo.
Leta 88 pred našim štetjem so se Atene in druge grške mestne države uprle Rimu, zatrl jih je general Sula. Med rimskimi državljanskimi vojnami je bila Grčija fizično in gospodarsko opustošena, dokler ni cesar Avgust leta 27 pred našim štetjem organiziral polotok kot provinco Ahaja. Rimska osvojitev Grčije je sprva škodovala gospodarstvu, vendar si je v povojni dobi pod rimsko upravo hitro opomoglo. Poleg tega so  grška mesta v Mali Aziji hitreje okrevala od rimskih osvajanj kot mesta celinske Grčije, ki so bila v vojni s Sulo močno poškodovana. Rim je kot imperij vlagal sredstva in obnavljal mesta rimske Grčije ter ustanovil Korint kot glavno mesto province Ahaja, medtem ko so Atene uspevale kot kulturno središče filozofije, izobraževanja in pridobljenega znanja.

## Zgodnje cesarstvo
Življenje v Grčiji se je v Rimskem cesarstvu nadaljevalo podobno kot prej. Grki so zelo vplivali na rimsko kulturo; kot je rekel Horacij, Graecia capta ferum victorem cepit ('Ujeto Grčijo je ujel njen nesramni osvajalec'). Homerjevi epi so navdihnili Vergilijevo Eneido in avtorji, kot je Seneka mlajši, so pisali v grških slogih. Medtem ko so nekateri rimski plemiči Grke obravnavali kot zaostale in sitne, so mnogi drugi sprejeli grško literaturo in filozofijo. Grški jezik je postal priljubljen pri izobražencih in eliti v Rimu, kot je Scipion Afriški, ki se je nagibal k študiju filozofije in je kot primer, ki ga je treba upoštevati, navedel grško kulturo in znanost.
Rimski cesar Neron je Grčijo obiskal leta 66 in nastopal na antičnih olimpijskih igrah, kljub pravilom proti negrški udeležbi. Na vsakem tekmovanju je bil počaščen z zmago, naslednje leto pa je razglasil svobodo Grkov na isthmijskih igrah v Korintu, tako kot Flaminin več kot 200 let prej. Hadrijan je bil Grkom še posebej všeč; preden je postal cesar, je služil kot istoimenski arhont Aten. Tam je zgradil tudi svoj Hadrijanov slavolok.
Številne templje in javne zgradbe so v Grčiji postavili cesarji in bogato rimsko plemstvo, zlasti v Atenah. Julij Cezar je v Atenah začel graditi Rimsko agoro, ki jo je končal Avgust. Glavna vrata, vrata Atene Arhegetis, so bila posvečena boginji Ateni. Agripov odeon je zgradil v središču antične atenske agore Mark Vipsanij Agripa. Stolp vetrov je zgradil Andronik iz Cirusa leta 50 pred našim štetjem, čeprav je morda pred tem zgradil celoten rimski del Aten. Cesar Hadrijan je bil ljubitelj helenistične kulture in goreč občudovalec Grčije in se je v Atenah videl kot dedič Perikleja. V mestu je zgradil Hadrijanovo knjižnico, dokončal pa je tudi gradnjo templja olimpskega Zevsa, približno 638 let po tem, ko so ga začeli graditi atenski tirani, a ga niso končali zaradi prepričanja, da je bila gradnja v takšnem obsegu prevzetna. Na strani slavoloka, ki je bila obrnjena proti atenski agori in Akropoli, je bil napis »To so Atene in Tezejevo mesto«. Na strani, ki je bila obrnjena proti rimski agori in novemu mestu, je bil napis, ki pravi, da je »to je Hadrijanovo mesto in ne Tezejevo«. Adrianou - Hadrijanova ulica - obstaja še danes in vodi od slavoloka do rimske agore.
Pax Romana je bilo najdaljše obdobje miru v grški zgodovini, Grčija pa je postala glavno križišče pomorske trgovine med Rimom in grško govorečo vzhodno polovico cesarstva. Grški jezik je služil kot lingua franca na vzhodu in v Italiji, zato so mnogi grški intelektualci, kot je Galen, večino svojega dela opravljali v Rimu.
V tem času sta bili Grčija in večji del preostalega rimskega vzhoda pod vplivom zgodnjega krščanstva. Apostol Pavel iz Tarza je pridigal v Filipi, Korintu in Atenah, Grčija pa je kmalu postala eno najbolj krščanskih področij cesarstva.

## Pozno Rimsko cesarstvo
V 2. in 3. stoletju je bila Grčija razdeljena na province, vključno z Ahajo, Makedonijo, Epirjem in Trakijo. Med vladavino Dioklecijana v poznem 3. stoletju je bila Mezija organizirana kot škofija, upravljal pa jo je Galerij. Pod Konstantinom (ki se je dal krstiti) je bila Grčija del prefektur Makedonije in Trakije. Teodozij I. je prefekturo Makedonijo razdelil na pokrajine Kreta, Ahaja, Tesalija, Epir Vetus, Epirus Nova in Makedonija. Egejski otoki so tvorili provinco Otoki v škofiji Azije.
Grčija se je v času vladavine Romula Augustulusa soočila z invazijami Herulov, Gotov in Vandalov. Stilihon, ki se je pretvarjal, da je regent Arkadije, je evakuiral Tesalijo, ko so jo pozno v 4. stoletju napadli Vizigoti. Arkadski glavni svetovalec, konzul Evtropij, je Alariku dovolil vstop v Grčijo in je oropal Atene, Korint in Peloponez. Stilihon ga je na koncu okoli leta 397 izgnal, Alarik pa je postal magister militum v Iliriku. Sčasoma so se Alarik in Goti preselili v Italijo, leta 410 opustošili Rim in na Iberskem polotoku zgradili Vizigotsko kraljestvo, ki je trajalo do leta 711, ko so prišli Arabci.
Grčija je ostala del relativno enotne vzhodne polovice cesarstva, ki je sčasoma postala središče preostalega rimskega cesarstva, vzhodnega rimskega ali bizantinskega cesarstva. Grški polotok je bil v nasprotju z zastarelimi vizijami pozne antike najverjetneje eno najbolj uspešnih regij rimskega cesarstva. Starejši scenariji revščine, depopulacije, barbarskega uničenja in civilnega propadanja so bili revidirani glede na nedavna arheološka odkritja. V bistvu se zdi, da je polis kot institucija ostal uspešen vsaj do 6. stoletja. Sodobna besedila, kot je Hieroklesov Syndekmos trdijo, da je bila Grčija pozne antike močno urbanizirana in je vsebovala približno 80 mest. Ta pogled na izjemno blaginjo je danes splošno sprejet in domneva se, da je bila med 4. in 7. stoletjem našega štetja Grčija morda ena najbolj ekonomsko dejavnih regij vzhodnega Sredozemlja. 